# Clara Jara de Soto
Clara Jara de Soto (Murcia, 1750 - 1800) fue una escritora española de la segunda mitad del siglo XVIII. 

## Obra
Junto a María Egual están consideradas las únicas novelistas del siglo XVIII.
Se dio a conocer con una novela costumbrista titulada El instruido en la corte y aventuras del extremeño, que sigue la estela de Quevedo y Diego de Torres Villarroel, Comienza con el encuentro fortuito de un licenciado con un curioso personaje en la ribera del canal de Manzanares, Juan Vegas, que acaba de llegar a la capital y aparece descrito como un paleto. Seguirá la novela con el relato de la vida  del licenciado llena de aventuras picarescas y terminará con el licenciado siendo guía de los barrios de Madrid para el extremeño. Así describirá la Plaza Mayor, el Rastro, Huertas, la plaza de la Cebada, la Puerta del Sol, el Paseo del Prado, teatros, hosterías, mesones… La narración siguiendo la estética barroca está interrumpida por poemas populares. Termina la novela en primera persona esperando que haya complacido al lector. Debió de tener éxito ya que en el Diario de Madrid - el 13 de agosto de 1790-  fue publicado un soneto en su alabanza. Presentó a la censura una continuación, Las tertulias murcianas y segunda parte del instruido en la corte, pero no logró pasarla. También incluía una comedia.
En el relato del licenciado solo aparece una décima improvisada por otro forastero, sin embargo cuando están juntos, improvisan versos para cada ocasión con los que ilustran todo lo que están contemplando. Las décimas finales son una recopilación del desengaño que el instruido en la corte confía al paleto para que la divulguen para futuros forasteros. La mayoría de las décimas critican el comportamiento sexual de las mujeres. La novela nos muestra que los valores morales del pueblerino, a pesar de su simpleza, son mayores que los de la ciudad.
Siguió publicando poemas en el Diario de Madrid en 1790 y 1799.